# Tassa sulla barba

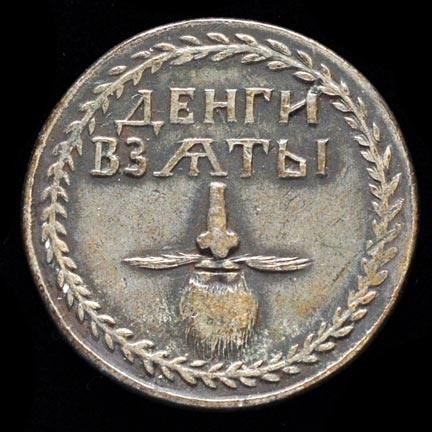
Un "gettone della barba" del 1705, che veniva portato per indicare che il proprietario aveva pagato la tassa sulla barba imposta da Pietro il Grande.

La tassa sulla barba era una tassa introdotta in Russia da Pietro il Grande alla fine del XVII secolo. In seguito al pagamento della tassa veniva consegnato un gettone metallico.
La tassa, che poteva arrivare fino a 100 rubli, venne abolita nel 1772.

## Storia
Pietro il Grande, nel progetto politico volto a rendere la Russia più vicina alla cultura europea, impose ai cittadini di radersi la barba. Chi non avesse adempiuto a tale obbligo, a partire dal 5 settembre 1698, avrebbe dovuto pagare una tassa del valore proporzionale al proprio reddito e gli sarebbe stato dato un gettone metallico a garanzia dell'avvenuto pagamento.
Qualsiasi persona fosse stato trovato con la barba e sprovvisto del gettone attestante il pagamento della tassa, sarebbe incorso nell'immediata rasatura. Per far rispettare il divieto della barba, lo zar autorizzò infatti la polizia a radere pubblicamente e con la forza coloro che si rifiutavano di pagare la tassa. L'opposizione alla rasatura era diffusa: molti credevano che fosse un requisito religioso per un uomo portare la barba, e la Chiesa ortodossa russa dichiarò blasfemo l'essere rasati.
L'imposta riscossa dipendeva dallo status dell'uomo barbuto:
- a coloro che erano associati alla Corte Imperiale, all'esercito o al governo, venivano addebitati 60 rubli all'anno;
- ai ricchi mercanti venivano addebitati 100 rubli all'anno;
- agli altri commercianti e cittadini venivano addebitati 60 rubli all'anno;
- ai moscoviti venivano addebitati 30 rubli all'anno;
- ai contadini venivano addebitati due mezzi copechi ogni volta che entravano in una città.

Questa imposizione fiscale venne mantenuta anche dai regnanti succeduti a Pietro il Grande. Dal 1705 al 1708 la tassa raccolse in media 3.588 rubli all'anno. Tuttavia, dal punto di vista finanziario, la tassa non ebbe successo, sia a causa del numero relativamente basso di persone non disposte a radersi la barba, sia per una sovrastima della capacità dello Stato russo di amministrare e riscuotere la tassa.
Nel 1772 la tassa fu formalmente abrogata da Caterina la Grande.

## Gettone della barba

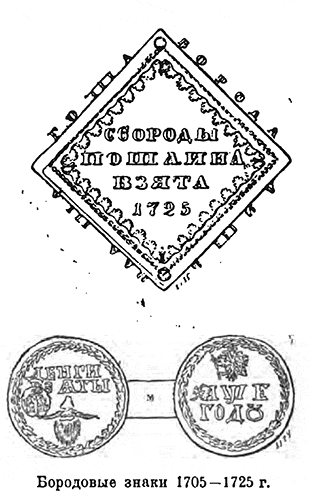
Gettone della barba nella versione del 1725 (sopra) e del 1705 (sotto).

Coloro che pagavano la tassa dovevano portare con sé un "gettone della barba" (in russo: Бородовой знак) o un "copeco della barba" (бородовая копейка). Si trattava di un gettone di rame o d'argento con un'aquila russa sul rovescio e sul dritto la parte inferiore di un volto con naso, bocca, baffi e barba. Diverse versioni furono coniate tra l'emanazione del decreto e la sua revoca nel 1772.
Il primo gettone coniato nel 1698 o 1699 era un semplice penny di rame di cui sono stati ritrovati solo due esemplari. Fu seguito dal più comune gettone rotondo in rame, coniato nel 1705 e di nuovo nel 1710. Una versione romboidale fu emessa nel 1724 e 1725. Walter Hawkins pubblicò un articolo nel 1845 illustrando un esempio del gettone della sua stessa collezione e descrivendo la storia della tassa in Russia.
Le versioni del 1699 e del 1705 recavano iscritte le parole "denaro preso" (ДЕНГИ ВЗѦТЫ) sul dritto e la data in numeri cirillici (̂АѰЕ ГОДѸ, "Anno 1705") sul retro del gettone del 1705. La versione del 1710 era sostanzialmente la stessa con una data aggiornata (̂АѰІ, "1710"). La versione romboidale del 1724/1725 era liscia sul rovescio con la frase "tassa sulla barba presa" (СБОРОДЫ ПОШЛИНА ВЗЯТА) sul dritto e "la barba è un peso superfluo" (БОРОДА ЛИШЬНАѦ ТѦГ ОТА) sul bordo. La data sui gettoni successivi era scritta in numeri arabi.